# Karsten Finger
Karsten Finger, född den 28 februari 1970 i Berlin i Tyskland, är en tysk roddare.
Han tog OS-silver i fyra med styrman i samband med de olympiska roddtävlingarna 1992 i Barcelona.